# آلبرت (نام کوچک)
آلبرت (Albert؛ با تلفظها و شکلهای گوناگون در زبانهای مختلف) یک نام کوچک مردانه برگرفته از واژه‌های آلمانی adal (نجیب) و beraht (تابناک) است و ممکن است به یکی از موارد زیر اشاره داشته باشد:
- آلبرت فن بوکستهوفن
- آلبرشت کاردینال براندنبورگ
- آلبرت ساکس کوبورگ و گوتا
- آلبرت یکم بلژیک
- آلبرت دوم بلژیک
- آلبرت دوم
- آلبرت آیلر
- آلبرت بندورا
- آلبر کامو
- آلبرت کالینز
- آلبرت اینشتین
- آلبرت فینی
- آلبرت فیش
- آلبرت فورستر
- آلبرت هافمن
- آلبرت کینگ
- آلبرت کوسنتس
- آلبرت اسکانلون
- آلبرت شوارتز
- آلبرت اشپر
- آلبرت شوایتزر
- آلبرت اوکسیپ
- مت بلوم
- آلبرت وسکر